# Claudio Mezzadri
Claudio Mezzadri (Locarno, 10 giugno 1965) è un ex tennista e telecronista sportivo svizzero.

## Biografia
È diventato professionista nel 1983 e, come singolarista, ha vinto il suo unico titolo ATP a Ginevra quattro anni più tardi. Più fruttuosa è stata la sua carriera in doppio, grazie alla quale può vantare uno svariato numero di finali e quattro titoli di circuito (i Masters di Parigi, gli allora Internazionali di San Marino, gli ATP di Bari e di Nancy).
Fra il 1987 ed il 1991, Mezzadri è stato convocato nove volte per difendere i colori della Svizzera in Coppa Davis, riportando un totale di 11 vittorie e 4 sconfitte in incontri di singolare e di 3 vittorie e 2 sconfitte in incontri di doppio.
È attualmente commentatore di tennis su RSI LA2 e Sky Italia.

## Statistiche

### Singolare

#### Vittorie (1)
| Legenda                |
| Grande Slam (0)        |
| Masters (0)            |
| Grand Prix Masters (0) |
| Grand Prix (1)         |

| Numero | Data              | Torneo               | Superficie  | Avversario | Punteggio |
| 1.     | 14 settembre 1987 | Geneva Open, Ginevra | Terra rossa | Tomáš Šmíd | 6–4, 7–5  |

#### Finali perse
| Legenda                |
| Grande Slam (0)        |
| Masters (0)            |
| Grand Prix Masters (0) |
| Grand Prix (1)         |

| Numero | Data           | Torneo                                         | Superficie  | Avversario         | Punteggio |
| 1.     | 11 maggio 1992 | U.S. Men's Clay Court Championships, Charlotte | Terra rossa | MaliVai Washington | 3-6, 3-6  |

### Doppio

#### Vittorie (4)
| Legenda                |
| Grande Slam (0)        |
| Masters (0)            |
| Grand Prix Masters (0) |
| Grand Prix (4)         |

| Numero | Data            | Torneo                                             | Superficie       | Compagno        | Avversari                   | Punteggio     |
| 1.     | 29 marzo 1987   | Lorraine Open, Nancy                               | Sintetico indoor | Ramesh Krishnan | Grant Connell Larry Scott   | 6–4, 6–4      |
| 2.     | 9 novembre 1987 | Paris Open, Parigi                                 | Sintetico indoor | Jakob Hlasek    | Scott Davis David Pate      | 7–6, 6–2      |
| 3.     | 25 giugno 1989  | Hypo Group Tennis International, Bari              | Terra rossa      | Simone Colombo  | Sergio Casal Javier Sánchez | 0–6, 6–3, 6–3 |
| 4.     | 27 agosto 1989  | Internazionali di Tennis di San Marino, San Marino | Terra rossa      | Simone Colombo  | Pablo Albano Gustavo Luza   | 6–4, 6–1      |